# Општина Вакарешти (Дамбовица)
Вакарешти (рум. Văcăreşti) општина је у Румунији у округу Дамбовица.
Oпштина се налази на надморској висини од 238 m.